# Yevgueni Korolkov
Yevgueni Korolkov (Moscú, Rusia, 9 de septiembre de 1930 - 24 de diciembre de 2014) fue un gimnasta artístico soviético, campeón olímpico en Helsinki 1952 en el concurso por equipos, y subcampeón en caballo con arcos en las mismas Olimpiadas.

## Carrera deportiva
En la Olimpiada de Helsinki 1952 consigue el oro por equipos —por delante de Suiza y Finlandia— y la plata en caballo con arcos, tras Víktor Chukarin y empatado con Hrant Shahinyan.
Dos años después, en el Mundial de Roma 1954, vuelve a ayudar a su equipo a lograr el oro, y también consigue la plata en la competición de anillas.